# Gurutz Jáuregui Bereziartu
Gurutz Jáuregui Bereziartu (Urretxu, 1946) és un catedràtic de Dret Constitucional de la Universitat del País Basc, vicerector de la mateixa i degà de la Facultat de Dret.

## Biografia
Gurutz Jauregi va néixer a Urretxu (Guipúscoa) el 1946. És Catedràtic de Dret Constitucional de la Universitat del País Basc. Ha estat Vicerector de la Universitat del País Basc, Degà de la Facultat de Dret i Director del Departament de Dret Constitucional i Administratiu.
Gurutz Jauregi ha rebut el Premi Eusko Ikaskuntza-Caixa Laboral d'Humanitats i Ciències Socials en 2003 al millor Currículum del País Basc en Ciències Socials i Humanitats, el Premi Euskadi de Recerca en Ciències Humanes i Socials el 2004, atorgat pel Govern Basc al millor Currículum del País Basc en Ciències Socials i Humanitats, el Premi “Ana Frank” el 1995, a la defensa dels Drets Humans i la Cultura de la Pau i el Premi "El Correo" de Periodisme el 1998.
També ha estat finalista del Premi Anagrama d'Assaig el 1994, del Premi Nacional d'Assaig del Ministeri de Cultura el 1995 i 1997 i del Premi Internacional d'Assaig Jovellanos el 2000.
Jauregi també és membre de número de Jakiunde, l'Acadèmia de les Ciències, les Arts i les Lletres del País Basc; i sol participar al periòdic El País i altres mitjans escrivint articles d'opinió.

## Publicacions
Entre les publicacions de Gurutz Jauregi hi ha:
- Ideologia i Estratègia Política d'ETA[7]
- Contra l'Estat-Nació (Decline of the Nation-State)
- Les comunitats autònomes i les relacions internacionals[8]
- La democràcia en la cruïlla
- Entre la tragèdia i l'esperança. Vasconia davant el nou mil·lenni.
- Els nacionalismes minoritaris i la Unió Europea. Utopia o Ucronía?
- La democràcia planetària
- La democràcia en el segle XXI
- Cap a la regeneració democràtica